# Паламарчук Василь Миколайович
Васи́ль Микола́йович Паламарчу́к (нар. 18 лютого 1944, с. с. Гончариха Старосинявський район Хмельницька область) — український журналіст, краєзнавець, прозаїк, публіцист. Заслужений журналіст України. Член Національної спілки журналістів України (з 1976).

## Життєпис
Народився 18 лютого 1944 року у селі с. Гончариха Старосинявського району Хмельницької області. З шести років мешкав у селі Митинцях Хмільницького району на Вінниччині. Після школи призваний до лав збройних сил.
Закінчив Київський державний університет імені Тараса Шевченка (1974). Працював у літинській районній багатотиражній газеті «Хімік», Вінницькому міськкомі Компартії України, газеті «Вінницька правда» (1977—1980), власкором «Робітничої газети».
Був головним редактором газети «Вінниччина» (2000—2006).
Обіймав посади помічника голови Вінницької облдержадміністрації, начальника комітету інформації Вінницької облдержадміністрації.
Мешкає у Вінниці. Батько двох синів.

## Творчість
Василь Паламарчук автор багатьох публікацій у пресі з краєзнавчої тематики. У 1996 році видав збірку новел «Снивода», 2000 р. — збірку казок «Добридень», 2011 року — збірку оповідань «Йшла колона городом», 2014 року — книжку «Босоніж по стерні». У співавторстві з О. Терещуком видав книжку «Так довго кують зозулі».

## Громадська діяльність
З 2011 року — голова правління Вінницької обласної організації Національної спілки журналістів України, член правління НСЖУ.

## Нагороди й відзнаки
- Почесне звання Заслужений журналіст України (2004);
- Лауреат літературної премії імені Михайла Стельмаха журналу «Вінницький край» (2011).